# Боргетто-Лодіджано
Боргетто-Лодіджано, Борґетто-Лодіджано (італ. Borghetto Lodigiano) — муніципалітет в Італії, у регіоні Ломбардія,  провінція Лоді.
Боргетто-Лодіджано розташоване на відстані близько 440 км на північний захід від Рима, 37 км на південний схід від Мілана, 12 км на південь від Лоді.
Населення — 4474 особи (2014).

## Демографія
Населення за роками:

Станом на 1 січня 2023 року в муніципалітеті офіційно проживало 668 іноземців з 38 країн, серед них 171 громадянин країн Євросоюзу та 13 громадян України.

## Сусідні муніципалітети
- Брембіо
- Граффіньяна
- Ліврага
- Оссаго-Лодіджано
- Сан-Коломбано-аль-Ламбро
- Вілланова-дель-Сілларо